# 小行星列表/101801-101900
| 名稱                         | 臨時編號   | 發現日期      | 發現地點   | 發現者                         |
| ---------------------------- | ---------- | ------------- | ---------- | ------------------------------ |
| 小行星101801                 | 1999 HS8   | 1999年4月17日 | 索科罗     | 林肯近地小行星研究小组         |
| 小行星101802                 | 1999 HV8   | 1999年4月17日 | 索科罗     | 林肯近地小行星研究小组         |
| 小行星101803                 | 1999 JH    | 1999年5月6日  | 索科罗     | 林肯近地小行星研究小组         |
| 小行星101804                 | 1999 JR4   | 1999年5月10日 | 索科罗     | 林肯近地小行星研究小组         |
| 小行星101805                 | 1999 JT4   | 1999年5月10日 | 索科罗     | 林肯近地小行星研究小组         |
| 小行星101806                 | 1999 JX4   | 1999年5月10日 | 索科罗     | 林肯近地小行星研究小组         |
| 小行星101807                 | 1999 JJ5   | 1999年5月10日 | 索科罗     | 林肯近地小行星研究小组         |
| 小行星101808                 | 1999 JO5   | 1999年5月10日 | 索科罗     | 林肯近地小行星研究小组         |
| 小行星101809                 | 1999 JW5   | 1999年5月12日 | 索科罗     | 林肯近地小行星研究小组         |
| 小行星101810北郵星（Beiyou） | 1999 JA6   | 1999年5月8日  | 兴隆       | 北京天文台施密特CCD小行星计划  |
| 小行星101811                 | 1999 JQ6   | 1999年5月14日 | 卡特林那   | 卡特林那巡天系统               |
| 小行星101812                 | 1999 JD7   | 1999年5月8日  | 卡特林那   | 卡特林那巡天系统               |
| 小行星101813Elizabethmarston | 1999 JX7   | 1999年5月14日 | 图森       | R. A. Tucker                   |
| 小行星101814                 | 1999 JD8   | 1999年5月12日 | 索科罗     | 林肯近地小行星研究小组         |
| 小行星101815                 | 1999 JB12  | 1999年5月13日 | 索科罗     | 林肯近地小行星研究小组         |
| 小行星101816                 | 1999 JN12  | 1999年5月8日  | 卡特林那   | 卡特林那巡天系统               |
| 小行星101817                 | 1999 JP12  | 1999年5月8日  | 卡特林那   | 卡特林那巡天系统               |
| 小行星101818                 | 1999 JD13  | 1999年5月14日 | 毛纳基山   | 大衛·J·托倫、R. J. Whiteley    |
| 小行星101819                 | 1999 JK13  | 1999年5月8日  | 索科罗     | 林肯近地小行星研究小组         |
| 小行星101820                 | 1999 JC14  | 1999年5月13日 | 索科罗     | 林肯近地小行星研究小组         |
| 小行星101821                 | 1999 JJ14  | 1999年5月13日 | 索科罗     | 林肯近地小行星研究小组         |
| 小行星101822                 | 1999 JE17  | 1999年5月15日 | 基特峰     | 太空监视                       |
| 小行星101823                 | 1999 JC20  | 1999年5月10日 | 索科罗     | 林肯近地小行星研究小组         |
| 小行星101824                 | 1999 JF22  | 1999年5月10日 | 索科罗     | 林肯近地小行星研究小组         |
| 小行星101825                 | 1999 JB23  | 1999年5月10日 | 索科罗     | 林肯近地小行星研究小组         |
| 小行星101826                 | 1999 JY23  | 1999年5月10日 | 索科罗     | 林肯近地小行星研究小组         |
| 小行星101827                 | 1999 JM24  | 1999年5月10日 | 索科罗     | 林肯近地小行星研究小组         |
| 小行星101828                 | 1999 JM26  | 1999年5月10日 | 索科罗     | 林肯近地小行星研究小组         |
| 小行星101829                 | 1999 JW28  | 1999年5月10日 | 索科罗     | 林肯近地小行星研究小组         |
| 小行星101830                 | 1999 JR31  | 1999年5月10日 | 索科罗     | 林肯近地小行星研究小组         |
| 小行星101831                 | 1999 JO40  | 1999年5月10日 | 索科罗     | 林肯近地小行星研究小组         |
| 小行星101832                 | 1999 JL55  | 1999年5月10日 | 索科罗     | 林肯近地小行星研究小组         |
| 小行星101833                 | 1999 JO55  | 1999年5月10日 | 索科罗     | 林肯近地小行星研究小组         |
| 小行星101834                 | 1999 JF56  | 1999年5月10日 | 索科罗     | 林肯近地小行星研究小组         |
| 小行星101835                 | 1999 JP56  | 1999年5月10日 | 索科罗     | 林肯近地小行星研究小组         |
| 小行星101836                 | 1999 JL59  | 1999年5月10日 | 索科罗     | 林肯近地小行星研究小组         |
| 小行星101837                 | 1999 JQ60  | 1999年5月10日 | 索科罗     | 林肯近地小行星研究小组         |
| 小行星101838                 | 1999 JT62  | 1999年5月10日 | 索科罗     | 林肯近地小行星研究小组         |
| 小行星101839                 | 1999 JE65  | 1999年5月12日 | 索科罗     | 林肯近地小行星研究小组         |
| 小行星101840                 | 1999 JU65  | 1999年5月12日 | 索科罗     | 林肯近地小行星研究小组         |
| 小行星101841                 | 1999 JM67  | 1999年5月12日 | 索科罗     | 林肯近地小行星研究小组         |
| 小行星101842                 | 1999 JL69  | 1999年5月12日 | 索科罗     | 林肯近地小行星研究小组         |
| 小行星101843                 | 1999 JN70  | 1999年5月12日 | 索科罗     | 林肯近地小行星研究小组         |
| 小行星101844                 | 1999 JL72  | 1999年5月12日 | 索科罗     | 林肯近地小行星研究小组         |
| 小行星101845                 | 1999 JL74  | 1999年5月12日 | 索科罗     | 林肯近地小行星研究小组         |
| 小行星101846                 | 1999 JB88  | 1999年5月12日 | 索科罗     | 林肯近地小行星研究小组         |
| 小行星101847                 | 1999 JG90  | 1999年5月12日 | 索科罗     | 林肯近地小行星研究小组         |
| 小行星101848                 | 1999 JV90  | 1999年5月12日 | 索科罗     | 林肯近地小行星研究小组         |
| 小行星101849                 | 1999 JJ91  | 1999年5月12日 | 索科罗     | 林肯近地小行星研究小组         |
| 小行星101850                 | 1999 JT91  | 1999年5月12日 | 索科罗     | 林肯近地小行星研究小组         |
| 小行星101851                 | 1999 JU96  | 1999年5月12日 | 索科罗     | 林肯近地小行星研究小组         |
| 小行星101852                 | 1999 JY97  | 1999年5月12日 | 索科罗     | 林肯近地小行星研究小组         |
| 小行星101853                 | 1999 JU107 | 1999年5月13日 | 索科罗     | 林肯近地小行星研究小组         |
| 小行星101854                 | 1999 JO115 | 1999年5月13日 | 索科罗     | 林肯近地小行星研究小组         |
| 小行星101855                 | 1999 JG118 | 1999年5月13日 | 索科罗     | 林肯近地小行星研究小组         |
| 小行星101856                 | 1999 JA121 | 1999年5月13日 | 索科罗     | 林肯近地小行星研究小组         |
| 小行星101857                 | 1999 JZ125 | 1999年5月13日 | 索科罗     | 林肯近地小行星研究小组         |
| 小行星101858                 | 1999 KE8   | 1999年5月18日 | 索科罗     | 林肯近地小行星研究小组         |
| 小行星101859                 | 1999 LA    | 1999年6月2日  | 武麦拉     | F. B. Zoltowski                |
| 小行星101860                 | 1999 LN2   | 1999年6月8日  | 索科罗     | 林肯近地小行星研究小组         |
| 小行星101861                 | 1999 LA4   | 1999年6月9日  | 索科罗     | 林肯近地小行星研究小组         |
| 小行星101862                 | 1999 LH4   | 1999年6月10日 | 索科罗     | 林肯近地小行星研究小组         |
| 小行星101863                 | 1999 LZ5   | 1999年6月11日 | 索科罗     | 林肯近地小行星研究小组         |
| 小行星101864                 | 1999 LF7   | 1999年6月10日 | 基特峰     | 太空监视                       |
| 小行星101865                 | 1999 LG11  | 1999年6月8日  | 索科罗     | 林肯近地小行星研究小组         |
| 小行星101866                 | 1999 LM15  | 1999年6月12日 | 索科罗     | 林肯近地小行星研究小组         |
| 小行星101867                 | 1999 LR15  | 1999年6月12日 | 索科罗     | 林肯近地小行星研究小组         |
| 小行星101868                 | 1999 LE35  | 1999年6月15日 | 索科罗     | 林肯近地小行星研究小组         |
| 小行星101869                 | 1999 MM    | 1999年6月20日 | 可可尼诺县 | 洛厄尔天文台近地小行星搜寻计划 |
| 小行星101870                 | 1999 NV    | 1999年7月7日  | 伊斯特拉   | K. Korlević                    |
| 小行星101871                 | 1999 NV1   | 1999年7月12日 | 索科罗     | 林肯近地小行星研究小组         |
| 小行星101872                 | 1999 NO4   | 1999年7月13日 | 芦苇溪     | 约翰·布劳顿                    |
| 小行星101873                 | 1999 NC5   | 1999年7月13日 | 索科罗     | 林肯近地小行星研究小组         |
| 小行星101874                 | 1999 NM8   | 1999年7月13日 | 索科罗     | 林肯近地小行星研究小组         |
| 小行星101875                 | 1999 NA9   | 1999年7月13日 | 索科罗     | 林肯近地小行星研究小组         |
| 小行星101876                 | 1999 NJ15  | 1999年7月14日 | 索科罗     | 林肯近地小行星研究小组         |
| 小行星101877                 | 1999 NA16  | 1999年7月14日 | 索科罗     | 林肯近地小行星研究小组         |
| 小行星101878                 | 1999 NR23  | 1999年7月14日 | 索科罗     | 林肯近地小行星研究小组         |
| 小行星101879                 | 1999 NP26  | 1999年7月14日 | 索科罗     | 林肯近地小行星研究小组         |
| 小行星101880                 | 1999 NJ29  | 1999年7月14日 | 索科罗     | 林肯近地小行星研究小组         |
| 小行星101881                 | 1999 NO30  | 1999年7月14日 | 索科罗     | 林肯近地小行星研究小组         |
| 小行星101882                 | 1999 NK36  | 1999年7月14日 | 索科罗     | 林肯近地小行星研究小组         |
| 小行星101883                 | 1999 NT36  | 1999年7月14日 | 索科罗     | 林肯近地小行星研究小组         |
| 小行星101884                 | 1999 ND38  | 1999年7月14日 | 索科罗     | 林肯近地小行星研究小组         |
| 小行星101885                 | 1999 NV40  | 1999年7月14日 | 索科罗     | 林肯近地小行星研究小组         |
| 小行星101886                 | 1999 NU41  | 1999年7月14日 | 索科罗     | 林肯近地小行星研究小组         |
| 小行星101887                 | 1999 NG42  | 1999年7月14日 | 索科罗     | 林肯近地小行星研究小组         |
| 小行星101888                 | 1999 NM42  | 1999年7月14日 | 索科罗     | 林肯近地小行星研究小组         |
| 小行星101889                 | 1999 NE55  | 1999年7月12日 | 索科罗     | 林肯近地小行星研究小组         |
| 小行星101890                 | 1999 NK55  | 1999年7月12日 | 索科罗     | 林肯近地小行星研究小组         |
| 小行星101891                 | 1999 NL55  | 1999年7月12日 | 索科罗     | 林肯近地小行星研究小组         |
| 小行星101892                 | 1999 NV64  | 1999年7月14日 | 索科罗     | 林肯近地小行星研究小组         |
| 小行星101893                 | 1999 PJ    | 1999年8月6日  | 克莱季     | 克莱季                         |
| 小行星101894                 | 1999 PD2   | 1999年8月9日  | 普雷斯科特 | P. G. Comba                    |
| 小行星101895                 | 1999 PE3   | 1999年8月11日 | 普雷斯科特 | P. G. Comba                    |
| 小行星101896                 | 1999 PM3   | 1999年8月12日 | 普雷斯科特 | P. G. Comba                    |
| 小行星101897                 | 1999 PO4   | 1999年8月15日 | 芦苇溪     | 约翰·布劳顿                    |
| 小行星101898                 | 1999 PQ6   | 1999年8月7日  | 可可尼诺县 | 洛厄尔天文台近地小行星搜寻计划 |
| 小行星101899                 | 1999 PT8   | 1999年8月8日  | 可可尼诺县 | 洛厄尔天文台近地小行星搜寻计划 |
| 小行星101900                 | 1999 QH    | 1999年8月18日 | 静冈县     | 香川哲男                       |

| 上一頁： 101701-101800 | 小行星列表 101801-101900 | 下一頁： 101901-102000 |